# NGC 1550
NGC 1550 je galaksija u zviježđu Biku.

## Vanjske poveznice
- SEDS: NGC 1550